# Paul Young (Produzent)
Paul Young ist ein Produzent von Animationsfilmen und Synchronsprecher, der bei der Oscarverleihung 2015 für die Produktion von Die Melodie des Meeres zusammen mit dem Regisseur Tomm Moore für den Oscar in der Kategorie Bester animierter Spielfilm nominiert war. Young studierte Illustrationsdesign in Belfast und gründete 1999 zusammen mit Moore und Nora Twomey das Animationsstudio Cartoon Saloon in Kilkenny, Irland.
2018 wurde Young in die Academy of Motion Picture Arts and Sciences berufen, die jährlich die Oscars vergibt.

## Filmografie (Auswahl)
- 2007–2008: Skunk Fu! (Fernsehserie, Produzent)
- 2009: Das Geheimnis von Kells (The Secret of Kells, Produzent und Synchronsprecher)
- 2009: Old Fangs (Kurzfilm, Synchronsprecher)
- 2012: Der Mondmann (Produzent)
- 2013: The Ledge End of Phil (from Accounting) (Kurzfilm, Produzent)
- 2014: Die Melodie des Meeres (Song of the Sea, Kurzfilm, Produzent und Synchronsprecher)
- 2015: Oonas und Babas Insel (Fernsehserie, Produzent)
- 2015: Eddie of the Realms Eternal (Fernsehfilm, Produzent)
- 2017: Der Brotverdiener (The Breadwinner, Produzent)
- 2020: Wolfwalkers